# Montaña de la Arena
Die Montaña de la Arena ist ein Berg in der Gemeinde La Oliva auf der Kanareninsel Fuerteventura. Er ist der jüngste Vulkan der Insel.
Der Berg befindet sich etwa 2 km nördlich von La Oliva und ebenso weit westlich von Villaverde. Sein Gipfel liegt 420 m über dem Meeresniveau und etwa 120 m über dem umliegenden Land. Der ovale Vulkankegel hat an der Basis einen Durchmesser von 700 bis 840 m. An seiner Spitze befindet sich ein 120 m tiefer und bis zu 200 m weiter Krater, der mit einem kleineren Nebenkrater im Osten verbunden ist. An der nordöstlichen Basis des Vulkans befindet sich ein weiterer kleiner Krater. An seiner südlichen Flanke gibt es einen Steinbruch zum Abbau von Picón.
Während der eruptiven Phase der Montaña de la Arena vor etwa 10.000 Jahren flossen ihre Lavaströme in alle Richtungen, besonders weit aber nach Norden bis an den Rand des heutigen Orts Lajares. Das dabei entstandene Lavafeld Malpaís de la Arena besitzt eine Fläche von 12 km², von denen 8,7 km² seit 1987 als Monumento Natural Malpaís de la Arena unter Schutz gestellt sind.
Der Vulkan kann auf einem Rundweg umwandert werden; in der Zeit vom 15. Februar bis 31. Juli ist das Gebiet gesperrt (Vogelschutz).